# مصارعة
المصارعة هي رياضة قتاليّة تنطوي على استخدامِها عددٍ من التقنيات بما في ذلك الدفع والضرب المباشر أحيانًا والمسك والتثبيت وأمور أخرى من هذا القبيل. قد تكون رياضة المصارعة رياضة تنافسيّة كما قد تكون مجرد ترفيها رياضي مثلما هو الحال في المصارعة المُحترفة أو مصارعة المحترفين. هناك عشرات أنواع المصارعة على غِرار المُصارعة الحُرَّة، المصارعة اليونانية الرومانية، الجودو، السامبو وغير ذلك. يُحاول المتنافس خلال المصارعة التفوق على خصمهِ باستعمالِ عددٍ من الطرق حتى يضمن الفوز في النهاية. دُمجت تقنيات المصارعة معَ فنون الدفاع عن النفس الأخرى بالإضافةِ إلى فنون القِتال بالأيدي.

## التاريخ

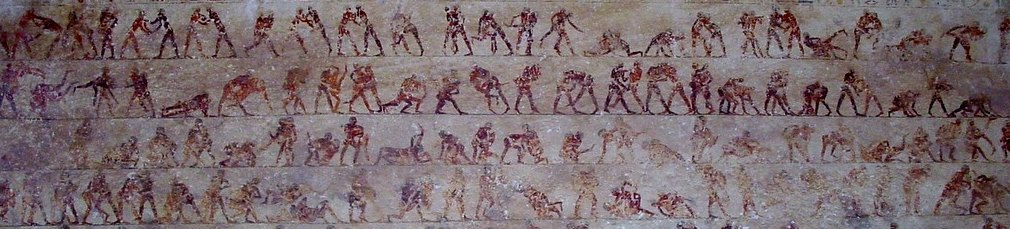
تفاصيل مشاهد المصارعة المصرية القديمة في مقابر بني حسن.

تُعتبر المصارعة أحد أقدم أشكال القتال حيث تعود أصولها إلى 15,000 عام حسبَ الرسومات التي عُثر عليها في عددٍ من الكهوف في مناطق مختلفة من العالم. تُظهر النقوش البابلية والمصرية أنَّ المصارعين كانوا يتصارعون مع بعضهم البعض مثلما هو الحال اليوم مع بعض الفروقات البسيطة. وردَ في سفر التكوين أنَّ يعقوب صارع الله أو ملاك، كما وردَ في الإلياذة التي يسردُ فيها هوميروس حرب طروادة في القرن الثالث عشر أو الثاني عشر قبل الميلاد حديثٌ عن المصارعة. تحتوي الملاحم الهندية رامايانا وماهابهاراتا على إشارات إلى فنون الدفاع عن النفس بما في ذلك المصارعة، كما احتلت المصارعة في اليونان القديمة مكانة بارزة في الأساطير والأدب. كانت المصارعة – التي تُصبح وحشيّة أحيانًا – بمثابةِ الرياضة المحوريّة للألعاب الأولمبية القديمة، لكنَّ الرومان القدماء طوروا من هذه الرياضة بشكلٍ كبيرٍ وجعلوها أقلّ وحشيّة.
ظلَّت المصارعة تحظى خلال العصور الوسطى (من القرن الخامس إلى القرن الخامس عشر) بشعبية كبيرة بل لقيت قبولًا لدى العديد من العائلات الملكية بما في ذلك أُسر فرنسا واليابان وإنجلترا. جلبَ المستوطنون البريطانيون الأوائل في أمريكا معهم تقاليد المصارعة فحظيت أيضًا بشعبيّة بين الأمريكيين الأصليين. ازدهرت مصارعة الهواة خلال السنوات الأولى في مستعمرات أمريكا الشمالية وكانت بمثابة نشاطٍ شائعٍ في المعارض الريفية واحتفالات الأعياد والتدريبات العسكرية. أقيمت أول بطولة مصارعة وطنية منظمة في مدينة نيويورك عام 1888. كانت المصارعة أيضًا حدثًا في كل دورة ألعاب أولمبية حديثة منذُ الألعاب الأولمبيّة الصيفية عام 1904 في سانت لويس بولاية ميسوري. تأسَّست الهيئة الدولية الحاكمة لهذه الرياضة تحت اسمِ الاتحاد العالمي لمصارعة الهواة (بالإنجليزية: United World Wrestling)‏ في عام 1912 في أنتويرب بدولة بلجيكا ثمّ أُقيمت أول بطولة للمصارعة في عام 1912 في أميس بولاية أيوا.

### حسب البلد
- ظهرت المصارعة في مصر حسب ما هو موثّقٌ على بعض الجدران حوالي 2300 قبل الميلاد فيما تُرجع الأعمال الفنية المصرية تاريخ ظهورها إلى 2000-1085 قبل الميلاد.
- كانت المصارعة اليونانية شكلاً شائعًا من فنون الدفاع عن النفس في اليونان القديمة في حوالي 1100 إلى 146 قبل الميلاد.[11]
- مصارعة الزيت هي الرياضة الوطنية لتركيا ويُمكن إرجاعها إلى منطقة آسيا الوسطى.
- بعد الفتح الروماني لليونانيين، استوعبت الثقافة الرومانية المصارعة اليونانية وأصبحت مصارعة رومانية خلال فترة الإمبراطورية الرومانية في 510 قبل الميلاد إلى 500 بعد الميلاد.
- شواي جياو هو أسلوبُ مصارعةٍ نشأ في الصين والذي وفقًا للأسطورة له تاريخ يبلغُ أكثر من 4000 عام.
- صوَّرت بعض كتب الأدب العربي نبيّ الإسلام محمد على على أنه كان مصارعًا ماهرًا.
- وفقًا لمؤرخي البلاط فقد انتصر الإمبراطور البيزنطي باسيل الأول في المصارعة ضد مصارع مغرور من بلغاريا في القرن الثامن.[12]
- ألقى فرانسيس الأول ملك فرنسا زميله هنري الثامن ملك إنجلترا في مباراة مصارعة حصلت في عام 1520 في ميدان قماشة الذهب.
- ربما يكون أسلوب لانكشاير للمصارعة الشعبية قد شكَّل أساس المصارعة المنتشرة في اسكتلندا وكذا في جزيرة أيرلندا ثمّ انتقلت لاحقًا للولايات المتحدة.[13]
- يُنسب للفرنسيين أو الفرنسي بصفة عامّة إعادة تنظيم المصارعة الأوروبية الفضفاضة إلى رياضة محترفة تُشبه ما هي عليهِ المصارعة اليونانية الرومانية.[14][15][16]
- سُرعان برزت المصارعة اليونانية الرومانية والمصارعة الحرة المعاصرة في المسابقات الرسمية ويرجعُ ذلك جزئيًا إلى ظهور الصالات والأندية الرياضية.
- قُدّمت جوائز مالية كبيرة للفائزين في البطولات اليونانية الرومانية في أوروبا، بل وانتشرت المصارعة الحرة بسرعة في المملكة المتحدة والولايات المتحدة بعد الحرب الأهلية الأمريكية ثمّ سُرعان ما زاد محترفو المصارعة من شعبية المصارعة اليونانية الرومانية والمصارعة الحرة في جميع أنحاء العالم.[17]
- أصبحت المصارعة اليونانية الرومانية حدثًا غير رسميٍّ في الألعاب الأولمبية في أثينا عام 1896.
- أصبحت المصارعة الحرة حدثًا أولمبيًا في عام 1904، كما أُضيفت المصارعة الحرة للسيدات إلى دورة الألعاب الأولمبية الصيفية في عام 2004.
- يُشرف الاتحاد العالمي لمصارعة الهواة منذ عام 1921 على مصارعة الهواة باعتبارها تخصصًا رياضيًا بينما أصبحت المصارعة المحترفة مشبعة إلى حد كبير بالعروض المسرحية ولكنها لا تزال تتطلب قدرة رياضية. تُرسل اليوم دول مختلفة فرق مصارعة وطنية إلى الأولمبياد بما في ذلك روسيا وإيران وتركيا ومنغوليا وأذربيجان واليابان وكوريا الجنوبية وغامبيا والولايات المتحدة والعديد من دول الاتحاد السوفياتي السابق.

### الأساطير
يُمكن العثور على بعض الإشارات المبكّرة للمصارعة في بعض الأساطير;
- ملحمة جلجامش: أثبت جلجامش مصداقيته كقائدٍ بعد مصارعته إنكيدو.
- تحتفلُ الأساطير اليونانية بظهور زيوس كحاكمٍ للأرض بعد مباراة مصارعة مع والده كرونوس، كما اشتهر كلٌّ من هرقل وثيسيوس بمصارعتهما ضد الإنسان والحيوان.
- يعتبرُ الشاهنامه (وهي ملحمة فارسيّة ضخمة) المصارعين المتخرّجين من زورخانة أعظم مصارعين.

### معرض الصور

أعمال فنيّة وصور فوتوغرافيّة تُبرز رياضة المصارعة
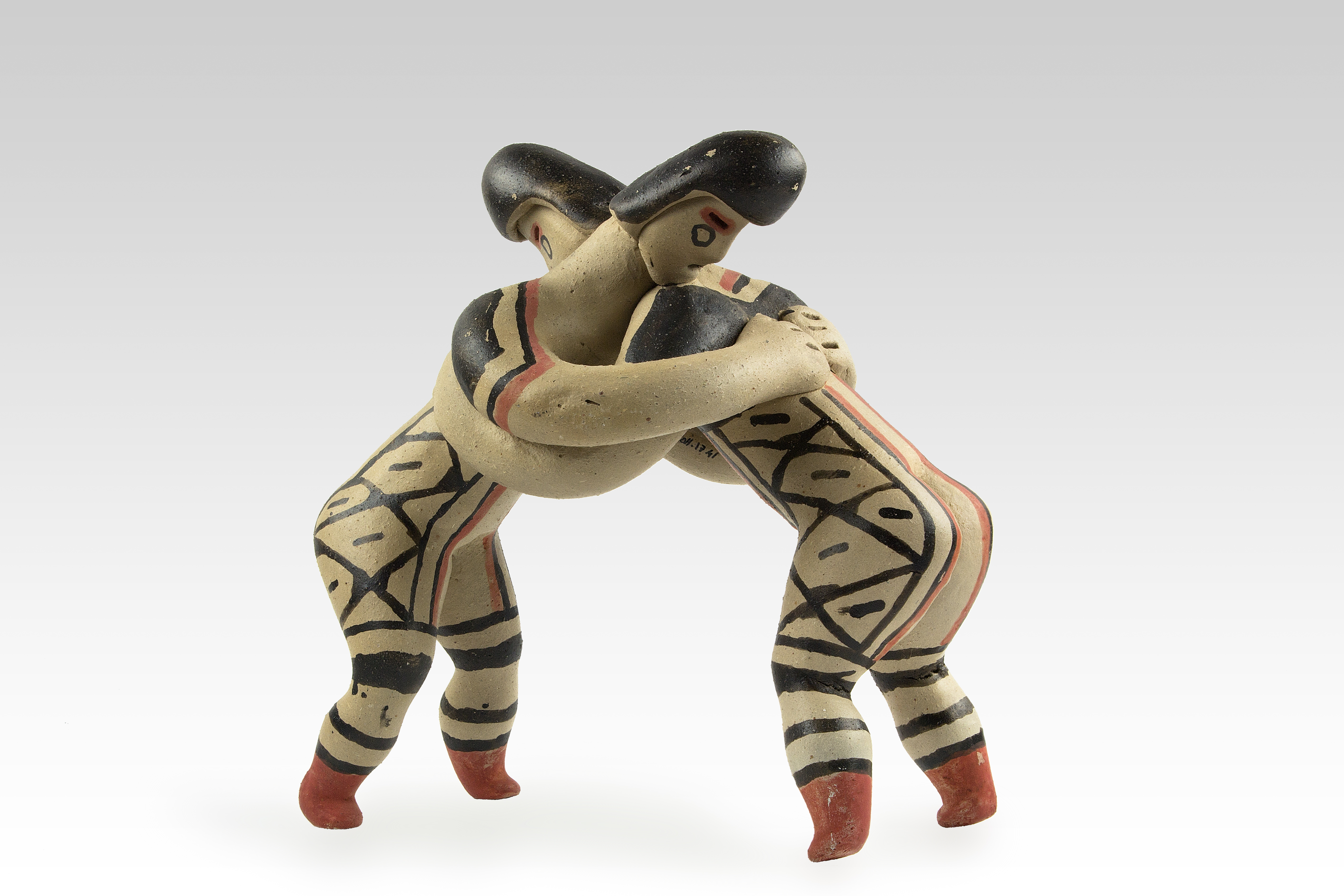
تمثال صغير يُصوّر تصارع مصارعَيْن - التمثال محفوظ في متحف تولوز
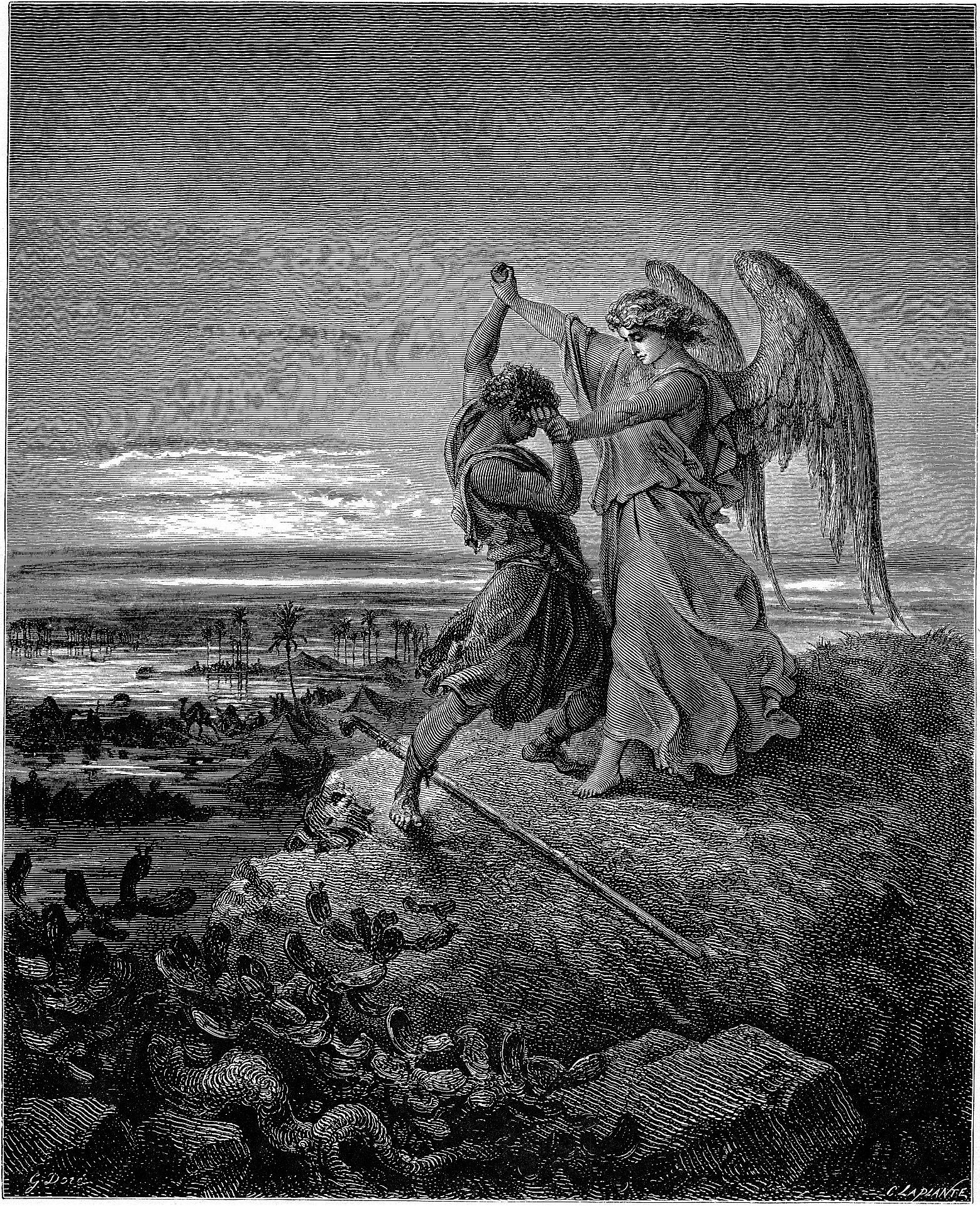
صورة تُوضّح تصارع يعقوب مع الملاك - عمل فنّي للرسام غوستاف دوريه (1855)
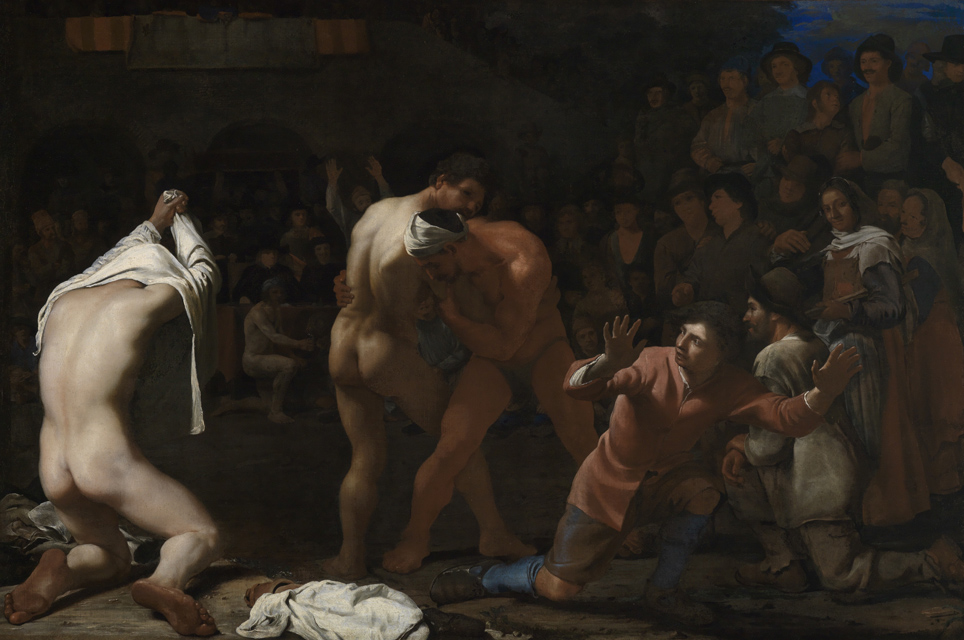
صورة تُصوّر مباراة مصارعة - عمل فني للفنان ميشيل سويرتس
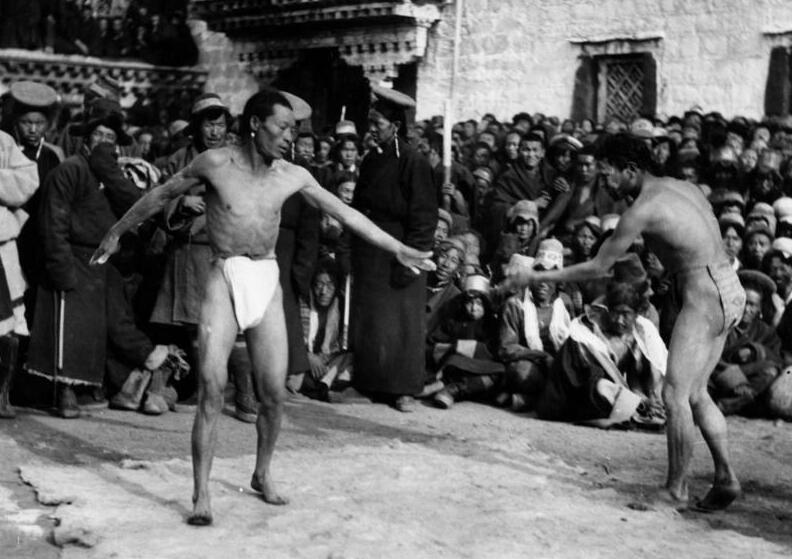
المصارعون التبتيون عام 1938
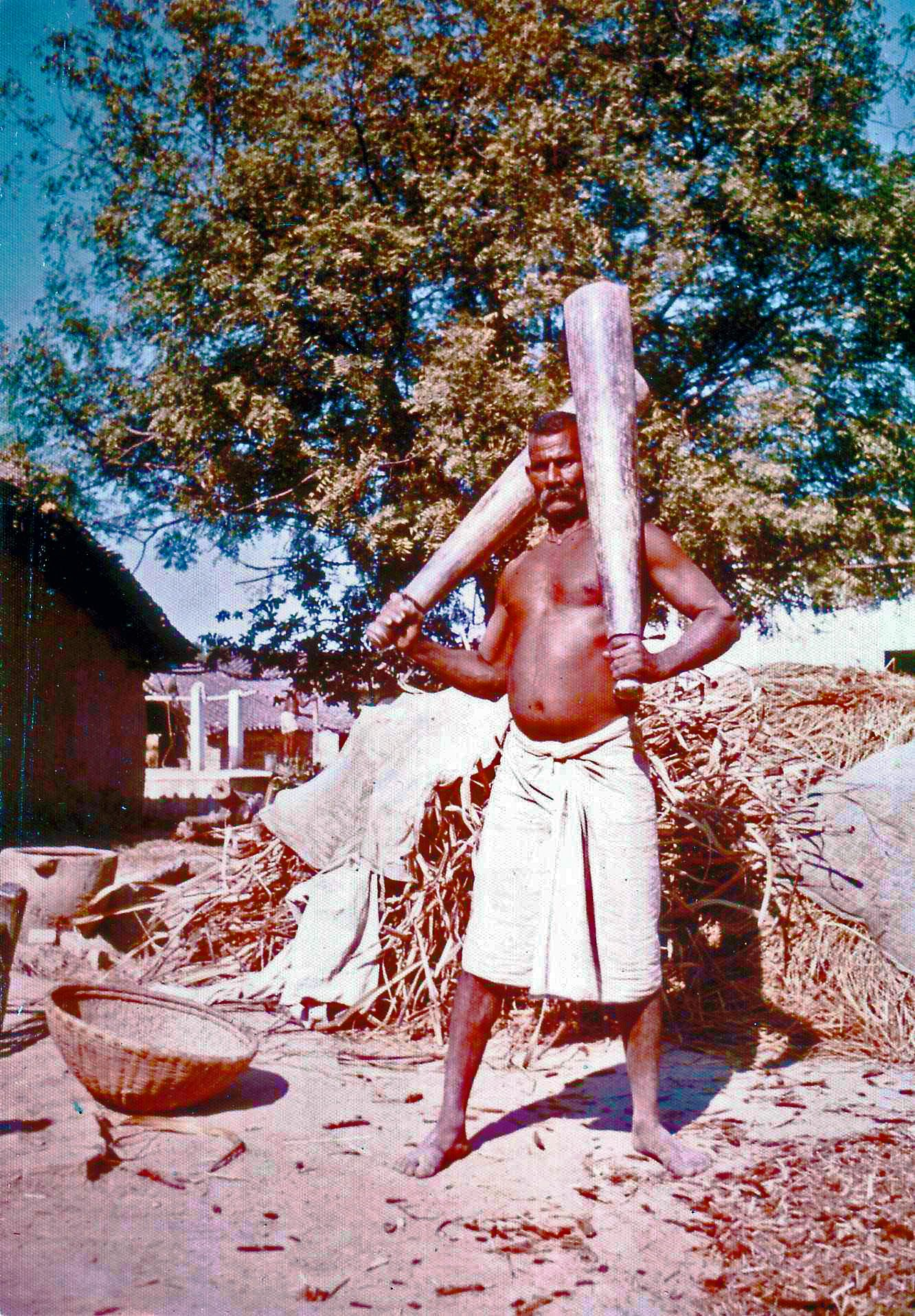
مصارع هندي يمارس الرياضة بالقرب من فاراناسي عام 1973

## التخصصات العالمية الحديثة
يُمكن تقسيم تخصصات المصارعة كما حددها الاتحاد العالمي لمصارعة الهواة إلى فئتين: تخصصات المصارعة الدولية وتخصصات المصارعة الشعبية. يعترف الاتحاد العالمي حاليًا بستة تخصصات مصارعة؛ ثلاثة تخصصات أولمبية: المصارعة اليونانية الرومانية المصارعة الحرة الرجاليّة والمصارعة الحرة النسائية أما الفئات الثلاث الباقيّة فهي مصارعة الهواة ومصارعة الحزام ومصارعة الشاطئ.

### اليونانية الرومانية

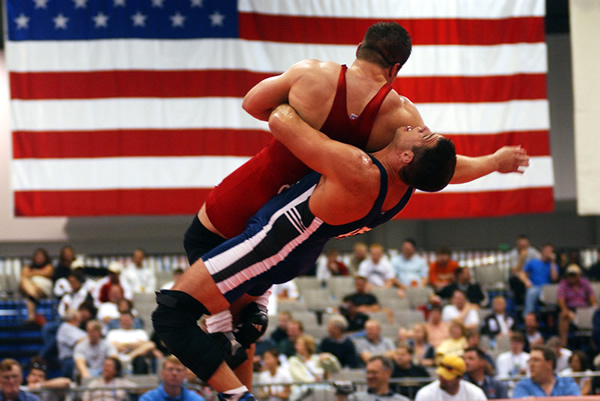
مباراة مصارعة يونانية رومانية في الولايات المتحدة

تُعتبر المصارعة اليونانية الرومانية تخصصًا دوليًا في عالم المصارعة ورياضة أولمبية. يُمنع في النمطِ اليوناني الروناني إمساك الخصم أسفل الحزام كما يُمنع استخدام الأرجل بكثرة خلال تنفيذ أيّ حركة. زادت التغييرات الأخيرة التي طرأت على قواعد المصارعة اليونانية الرومانية من جعلها رياضة ذهنيّة كما هي جسديّة في الوقت نفسه. تنتهي مباريات هذا النوع من المصارعة بعد تثبيت الخصم على السجادة، ويُعتبر ألكسندر كاريلين من روسيا أحد أشهر المصارعين في رياضة المصارعة اليونانية الرومانية.

### مصارعة حرة
المصارعة الحرة هي تخصص دولي ورياضة أولمبية لكل من الرجال والنساء. يسمح هذا الأسلوب – على عكسِ الأول – باستخدامِ الساقين في الهجوم والدفاع. تنتهي المباريات في هذا النمطِ أيضًا عبر تثبيت الخصم على السجادة. تُنظّم في الولايات المتحدة مباريات مصارعة في المدارس الثانوية وأخرى في الجامعات وفقًا لقواعد مختلفة وتُعرف هذه الفئة بالمصارعة المدرسية أو المصارعة الجماعيّة.

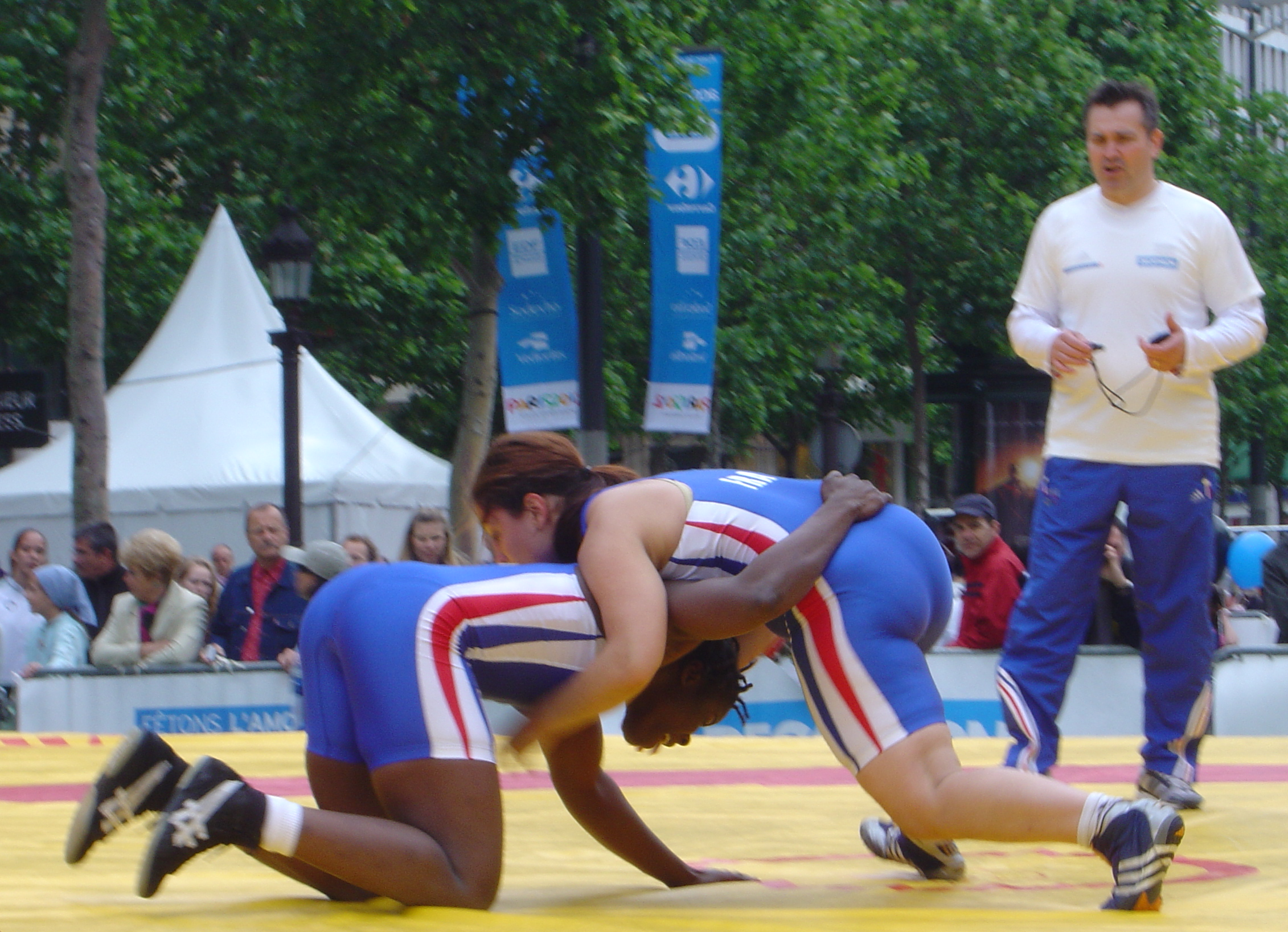
مصارعة حرة نسائيّة

### مصارعة الهواة
مصارعة الهواة هي فنون قتالية تراثية عالمية برزت عام 648 قبل الميلاد. يُعتبر هذا النمط من المصارعة شكلٌ من أشكال فنون القتال المختلطة التي تتضمَّنُ تقنيات متعددة ومختلفة.

### مصارعة الحزام
مصارعة الحزام هو أسلوب مصارعةٍ شعبي معروفٍ في آسيا الوسطى والذي يتضمَّنُ ارتداء السترات والسراويل والأحزمة السميكة. يجبُ على المصارعين خلال المسابقة الاحتفاظ بقبضتهم على حزام بعضهم البعض. يُشار لهذا التخصّص من المصارعة أحيانًا باسمِ حزام المصارعة أليش نسبةً لاسمِ الحزام الذي تدورُ عليه مباراة المصارعة في اللغة التركيّة.

### مصارعة الشاطئ

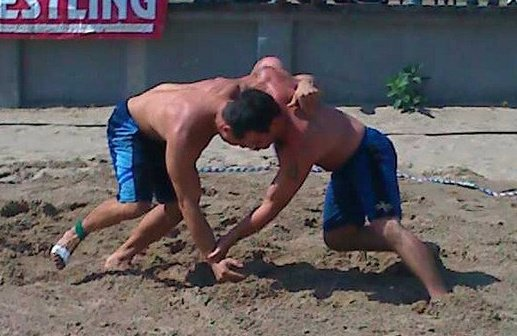
أنتوني جالتون (يسار) ضدَّ روبرت تيت (يمين) في 2010 في يو إس إيه ريسلنغ بيتش ريسلينغ وورلد

اعترفَ الاتحاد العالمي لمصارعة الهواة بالمصارعة الشاطئيّة كشكلٍ من أشكال المصارعة عام 2004. مصارعة الشاطئ هي مصارعة واقفة يتبارزُ فيها المصارعون ذكورًا أو إناثًا داخل دائرة مليئة بالرمال بطول 7 متر (23 قدم) في القطر. يعكس الأسلوب في الأصل القواعد المستخدمة قبل ظهور واستخدام حصائر المصارعة، وعليه تُعتبر المصارعة الشاطئية أقدم نسخة من المصارعة التنافسية الدولية. يرتدي المصارعون ملابس السباحة بدلاً من زي المصارعة الخاص، كما قد يرتدي المصارعون أيضًا شورتًا رياضيًا أو سبانديكس.
عُدّلت قواعد هذه المصارعة في عام 2015 من قِبل الاتحاد العالمي لمصارعة الهواة حيث تسمح القواعد الحالية للمصارعين بتسجيل النقاط عبر دفع خصمهم خارج حدود الدائرة الرمليّة أو إسقاطهم على ظهرهم. بالإضافة إلى بطولة في يو إس إيه ريسلنغ بيتش ريسلينغ وورلد التي تُنظّم بشكلٍ سنويّ في الولايات المتحدة فقد ظهرت مصارعة الشاطئ في الألعاب الأولمبية للشباب، والألعاب الآسيوية، وألعاب البحر الأبيض المتوسط وألعاب الشاطئ العالمية عام 2019.

## المصارعة الشعبية

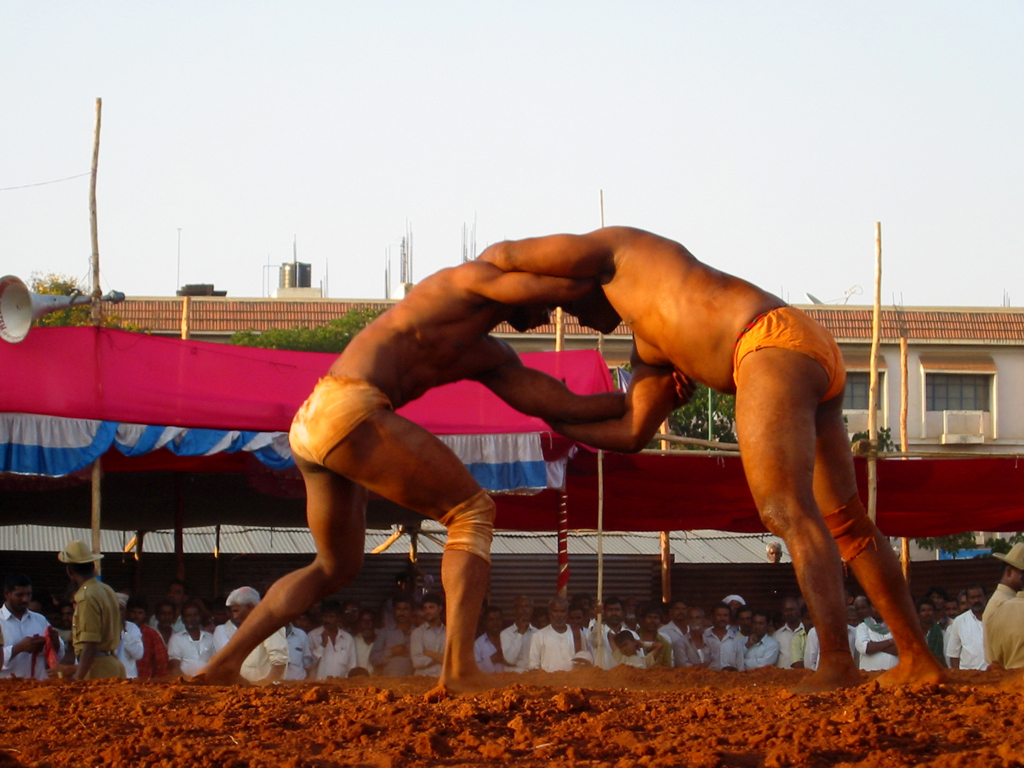
مصارعون هنود من دافانجير عام 2005

تُعتبر المصارعة الشعبية شكلاً تقليديًا من أنواع المصارعة فهي تُصوّر بطريقةٍ أو بأخرى ثقافة منطقة جغرافية من العالم. لا تخضعُ المصارعات الشعبيّة لقوانين الاتحاد العالمي لمصارعة الهواة وبالمثل فهو لا يعتبرها صنفًا رسميًا من أصناف المصارعة كما لا تخضعُ لقوانين أيّ اتحادٍ آخر. تبرزُ المصارعة العشبيّة في بعض الدول الأوروبيّة على غِرار بعض المناطق في إنجلترا ومناطق أخرى متفرقة أو متصلة في أوزبكستان وطاجيكستان وسويسرا وكذا إيطاليا كما يظهرُ هذا النوع من المصارعة في إيران، ميانمار، الهند، إندونيسيا، إثيوبيا، الصين وكوريا.
مصارعة الزيت
مصارعة الزيت (بالتركية: yağlı güreş)‏ وتُعرف أيضًا باسمِ مصارعة الشحوم هي الرياضة الوطنية التركية وقد سُمّيت بهذا الاسم لأنَّ المصارعين يغمرون أنفسهم بزيت الزيتون. لم يكن في الأصلِ للمباريات مدة محددة وعليه يُمكن أن تستمر لمدة يوم أو يومين حتى يتمكَّن رجلٌ أو بالأحرى مصارعٌ واحد من إثبات التفوق لكن وفي عام 1975 حُدّدت طول مدة مباراة مصارعة من هذا النوع بـ 40 دقيقة وقد تُصبح 30 دقيقة حسب الفئة. في حالةِ ما انتهى الوقت السموح به بلا غالبٍ ولا مغلوبٍ؛ تُضاف 15 دقيقة (و10 دقائق في حالة المباراة التي يبلغُ طولها 30 دقيقة) من أجل الحسم. تُعَدُّ بطولة كيركبينار السنويّة التي تُقام في أدرنة التركية منذ عام 1362 أقدم مسابقة رياضيّة تجري لا زالت مستمرة حتى يومنها هذا، وقد أصبحَ بفضل هذه البطولة هذا النمط من المصارعة شائعًا أيضًا في بلدان أخرى.

## المصارعة الجماعية

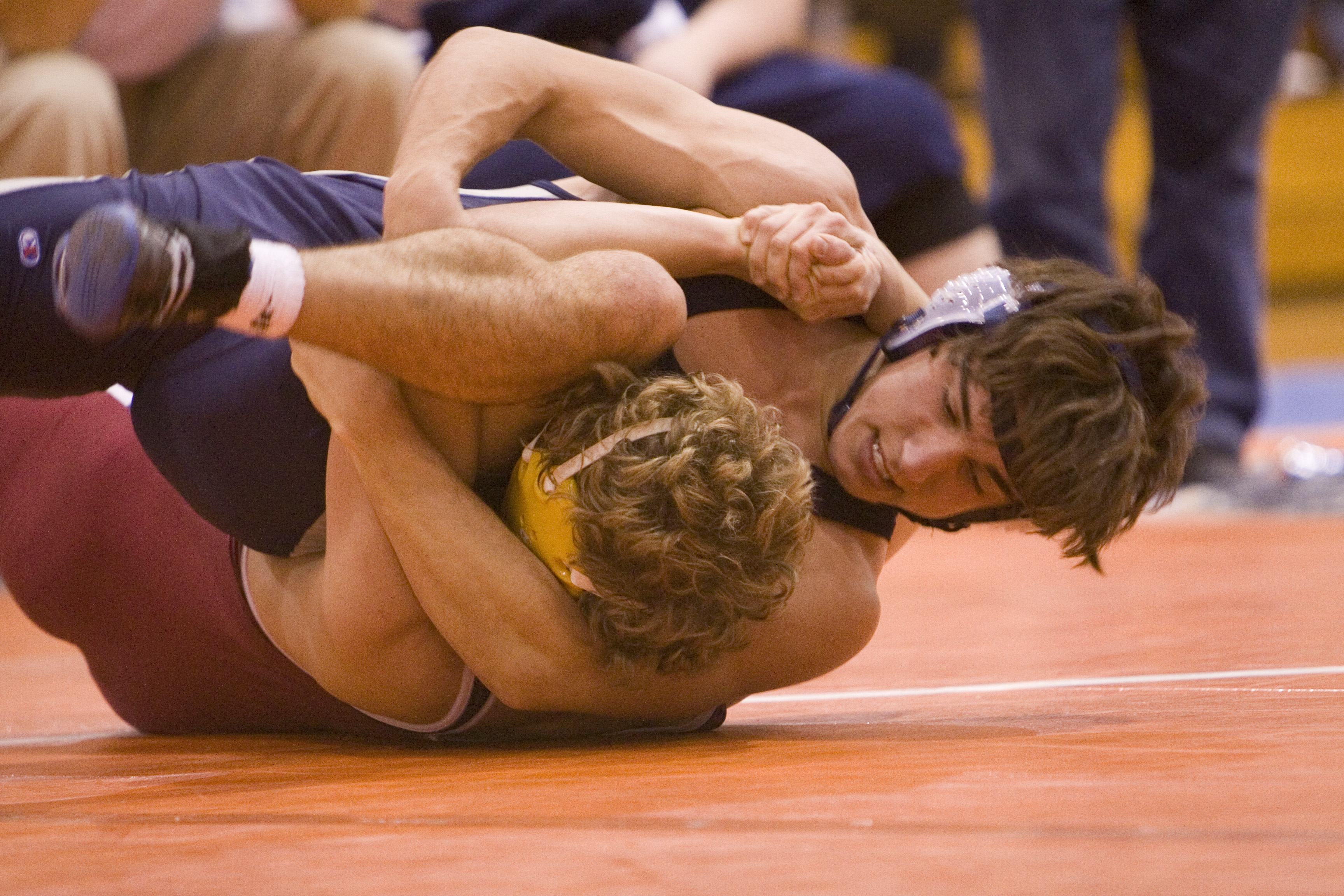
طالبي مدرسة ثانوية يتنافسانِ في إطارِ ما يُعرف بالمصارعة المدرسية

المُصارعة الجماعيّة (وتُعرف أحيانًا باسمِ المصارعة المدرسيّة أو المصارعة الشعبيّة) هو الاسم الشائع للمصارعة التي يُمارسها الرجال على مستوى الكليات والجامعات في الولايات المتحدة. تنتشرُ المصارعة الجماعيّة أيضًا – معَ بعض التعديلات – في المدارس الثانوية وهناك مصارعة أبسط مخصّصة للفئات السنيّة الصغرى. يُستخدم مصطلح المصارعة المدرسيّة لتمييزها عن باقي أنواع المصارعة الأخرى المنتشرة في أجزاء أخرى من العالم بما في ذلك أنواع المصارعة الرسميّة في الألعاب الأولمبية: المصارعة اليونانية الرومانية والمصارعة الحرة. قامت بعض المدارس الثانوية في الولايات المتحدة بتطوير فرقٍ للمبتدئين جنبًا إلى جنبٍ مع فرق الجامعة. تُقَيِّدُ فرق المصارعة الخاصّة بالمبتدئين والناشئين المنافسين ليس فقط بالوزن ولكن أيضًا بالعمر ومعلومات أخرى تتعلقُ بالمتنافس. لا يُسمح على سبيل المثال لا الحصر لبعض المنافسين المبتدئين والمتنافسين الجدد بالمشاركة في البطولة لنقصِ الخبرة أو لأمور من هذا القبيل.
لا تستخدمُ مصارعة الكليات النسائية في الولايات المتحدة مجموعة قواعد المصارعة الجماعية أو مصارعة الكليات (الرجاليّة) بل تجري بناءً على قواعد وقوانين تخصّها. تُشرف العديد من المنظمات على تنظيمِ مسابقات وبطولات في المصارعة الجماعيّة على غِرار الرابطة الوطنية لرياضة الجامعات التي تختارُ المدرسة التي ستُشارك في البطولة على الرغمِ من أنّ هذه المدرسة قادرة على المشاركة في بطولات أخرى. يبدأُ موسم المصارعة الجماعيّة في العادة في شهرِ تشرين الأول/أكتوبر أو تشرين الثاني/نوفمبر ويبلغ ذروته مع عقدِ بطولة الرابطة الوطنيّة لرياضة الجامعات التي في آذار/مارس.

## المصارعة المحترفة
غالبًا ما تُقام مصارعة المحترفين في حلقة أقرب إلى الملاكمة. لطالما اعتُبرت المصارعة المحترفة الأمريكية والبريطانية رياضة تنافسية حقيقية حتى عشرينيات القرن الماضي. المصارعة المحترفة الحديثة وعلى الرغم من الإعلان عنها كمسابقات إلا أنها في الواقع مجموعة من المباريات الاستعراضيّة التي يُحدَّدُ فيها الفائز سلفًا. تعتمدُ المصارعة المحترفة على نفسِ القواعد الأساسيّة أو أُسس المصارعة التقليديّة على الرغمِ من وجود أشكال سابقة تعتمدُ على أُسس المصارعة اليونانية الرومانية في القرن التاسع عشر.

### الرياضة والترفيه
يُشار إلى هذا الصنف أحيانًا باسمِ المصارعة المحترفة على النمط الأمريكي وفيها تقومُ شركاتٌ كبيرةٌ مثل دبليو دبليو إي وآول إليت ريسلينج وإمباكت ريسلينج ورينغ أوف هونر بجولةٍ للترويجِ لأحداث المصارعة المحترفة في جميع أنحاء العالم. تُعتبر المباريات التي تُنظّمها هذه الشركات مباريات استعراضيّة خالصة تُمزج معَ بعض القصص الدراميّة مثل الخلافات بين الرياضيين ثم تُقدم للجمهور بعدما يجري الترويج لها على نطاقٍ واسع. قبل زيادة شعبيتها في منتصف الثمانينيات، كان هذا النوع من المصارعة محدودًا نوعًا ما حيث كان يُنظّم في مناطق محددة وخاصةً جنوب ووسط غرب الولايات المتحدة.

### المصارعة البريطانية/الأوروبية
تطوَّر أسلوبٌ مختلفٌ من المصارعة المحترفة في المملكة المتحدة وانتشر عبر أوروبا الغربية. كان هناك استخدامٌ أقلُّ للقصص الدراميّة وقضايا الخلافات في هذا النمط المصارعة الذي كان يتمتع بجوّ منافسةِ المصارعة الحقيقية. حقَّقَ هذا الشكل من المصارعة المحترفة في العديد من البلدان مثل المملكة المتحدة شعبية جارفة بفضلِ عددٍ من النجوم وبفضلِ الترويج له على شاشات التلفزيون لكنه تراجع لاحقًا وحلَّت محله المصارعة على النمطِ الأمريكي. لا يزال بعض المروجين في المملكة المتحدة (وبدرجةٍ أقل في فرنسا وألمانيا) يُنتجون عروضًا حية بهذا الأسلوب ولكنهم يواجهون منافسة شديدة من المنافسين على الطراز الأمريكي.

### بوروريسو
تُعامَل المصارعة المحترفة اليابانيّة والمعروفة أيضًا باسم بوروريسو على أنها رياضة أكثر من أسلوب ترفيهي رياضي كما هو الشائع في أمريكا الشمالية. كما هو الحال مع المصارعة البريطانية/الأوروبية فهناك عددٌ أقلُّ من القصص الدراميّة والحبك في هذا النوع وهناك جو مماثل من المنافسة الرياضية الواقعية. من بين المصارعين اليابانيين المشهورين نجد ريكيدوزان وجيانت بابا وأنطونيو إينوكي وميتسوهارو ميساوا وكينتا كوباشي وشينيا هاشيموتو وكيجي موتوه وغيرهم. تطورت البوروريسو أو المصارعة اليابانيّة المحترفة في محاولةٍ لخلق أسلوبٍ يعتمدُ على القتال وعليه يتميَّز هذا النوع بمزجِ عددٍ من المهارات القتاليّة بما في ذلك الكيك بوكسينغ، كما تُعتبر المصارعة اليابانية المحترفة مقدمةً لفنون القتال المختلطة.

### لوتشا ليبر
المصارعة المكسيكية المحترفة والمعروفة أيضًا باسمِ لوتشا ليبر (بالإسبانية: lucha libre)‏ هي نمطٌ من المصارعة يختلفُ نوعًا ما عن باقي أنماط المصارعة الموجودة في مختلفِ مناطق ودول العالم حيثُ يبدأ المصارع في لوتشا ليبر مسيرتهِ المهنيّة في عالم المصارعة بشكلٍ مجهولٍ نوعًا ما وذلك عبر ارتداء قناعٍ يُخفي هويّته الحقيقيّة إلى أن يكشف هو نفسه عنها في وقتٍ لاحق. يتصارعُ المصارعون في لوتشا ليبر في العادة في ثلاث جولات بدون حد زمني، ويلزمُ على كلّ مصارعٍ استخدام أسلوبه الخاص في المصارعة الذي يتكون في العادة من حركات بهلوانيّة وقفزات جويّة معقدة وخطرة. أنجبَ هذا النمطُ من المصارعة العديد من المصارعين المعروفين محليًا وعالميًا بما في ذلك إل سانتو وبلو ديمون وأرون رودريغيز وبيرو أجايو وكارلوس كولون وكونان ولا باركا وسين كارا بل إنَّ بعضهم برز في المكسيك ثم انتقل للنشاطِ في الولايات المتحدة بما في ذلك إيدي غيريرو وري ميستيريو ودوس كاراس جونيور/ألبرتو ديل ريو.

### مصارعة السيرك
غالبًا ما كان تُقدم عروض المصارعة المحترفة في فرنسا في القرن التاسع عشر على الطراز اليوناني الروماني في السيرك. انتشر هذا الأسلوب لاحقًا في أوروبا الشرقية ولا سيما في روسيا حيث كان جزءًا أساسيًا من السيرك في الحقبة السوفيتية وكان في الغالبِ ما يُعلن على أنه «مصارعة فرنسيّة» مع أنه لا يتعلق بشكلٍ كبيرٍ بالمصارعة المحترفة. يُعتبر إيفان بودوبني أشهر المصارعين فيما يُعرف بمصارعة السيرك حيث اشتهرَ جدًا في وطنه وخارجه خلال فترة ما بين الحربين العالميتين.

## سامبو
سامبو (بالإنجليزية: Sambo)‏ هو فنٌّ قتالي نشأ في الاتحاد السوفيتي في القرن العشرين. الكلمة هي اختصارٌ لعبارة «» الدفاع عن النفس بدون أسلحة» باللّغة الروسية وترجعُ أصولها إلى القوات المسلحة السوفيتية. تتنوع تأثيراتها مع تقنيات مستعارة من رياضات تتراوح من نمطي المصارعة اليونانية الرومانية والأسلوب الحر إلى الجودو والجوجيتسو والأنماط الأوروبية للمصارعة الشعبية وحتى المبارزة. تُشبه قواعد رياضة السامبو تلك الموجودة في الجودو مع مجموعة متنوعة ومختلفة من أساليب المصارعة الوطنية في الاتحاد السوفيتي.

## الفنون القتالية المختلطة

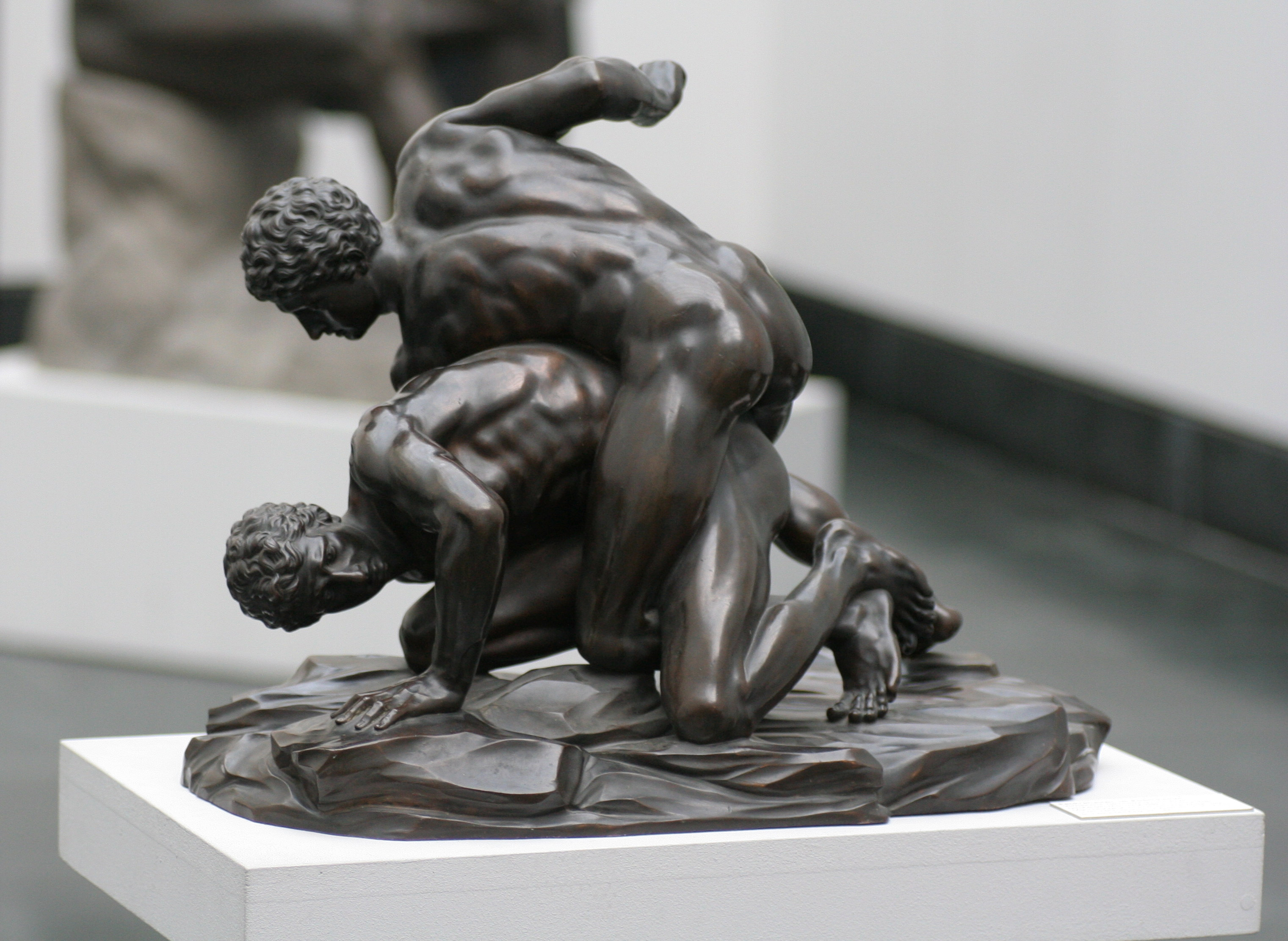
تُشبه النسخة اليونانية القديمة من فنون القتال المختلطة النسخة الحديثة التي تعتمدُ على استخدامِ تقنيات المصارعة بحرية.

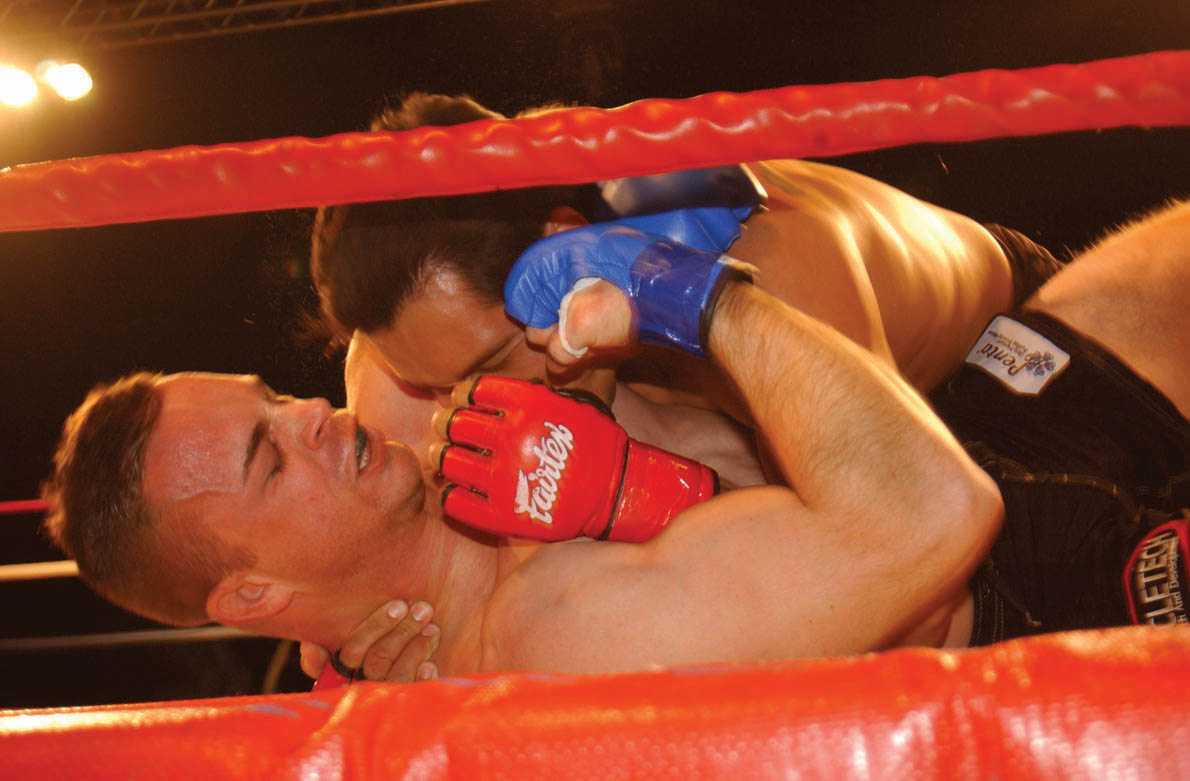
مقاتلانِ من فنون القتال المختلطة يتصارعانِ في حدثٍ مختلطٍ لفنون القتال

أدى الارتفاع السريع في شعبيّة فنون القتال المختلطة إلى زيادة الاهتمام بالمصارعةِ بسبب فعاليتها في الرياضة. تُعتبر فنون القتال المختلطة واحدة من خمسة تخصصات أساسية مع مواي تاي، كيك بوكسينغ، جودو، وجيو جيتسو البرازيلي. لقد اكتسبت المصارعة فعليًا الكثير من الشهرة بفضلِ فنون القتال المختلطة التي اكتسبت هي الأخرى زخمًا بسبب فعاليتها في الدفاع عن النفس. برزَ عددٌ من المصارعين في رياضة الفنون القتاليّة المختلطة وعلى رأسهم دون فراي ومارك كولمان وراندي كوتور ومارك كير وكين شامروك الذي فاز بأول بطولة قتال نهائي.
صرح جو روجان المُعلِّق في بطولة القتال النهائي: «أعتقدُ شخصيًا أن أفضل مهارة في فنوت القتال المختلط هي المصارعة وأعتقدُ أنَّ هذه هي القاعدة الأولى التي تأتي منها ... لا توجد قاعدةٌ أفضل للدخول في فنون القتال المختلطة كمصارع. المصارعون المتنافسون والمصارعون الهواة الناجحون للغاية يتمتعون بصلابة عقلية هائلة. هؤلاء الرجال متوحشون.»
من بينِ المقاتلين الناجحين في رياضة فنون القتال المختلطة الحديثة الذين بدأوا تدريبهم في أشكال مختلفة من المصارعة نجدُ بطل القتال النهائي للوزن الخفيف السابق فرانكي إدغار الحاصل على الميدالية الفضية الأولمبية لعام 2000 وهناك أيضًا يوئيل روميرو بطل العالم 2009 وبطل الوزن الأول السابق بن أسكرين والمصارع الأولمبي السابق وبطل الوزن الثقيل دانيال كورميي وكذا دان هندرسون وغيرهم ممن تنافسوا على نطاقٍ واسعٍ في المصارعة الجماعيّة والمصارعة اليونانية الرومانية قبل بداية مسيرتهم في الفنون القتالية المختلطة.

## الملاحظات
1. ↑  تُعرف المصارعة البريطانيّة أو المصارعة الأوروبيّة باسمِ «كاتش» أو «الكاتش» (بالإنجليزية: Catch)‏ في البلدان غير الناطقة بالإنجليزية في أوروبا القاريّة